# Jeff Burrell
Jeff Burrell (* 25. Mai 1968 in New York) ist ein US-amerikanischer Schauspieler, Sprecher, Synchronsprecher und Synchronregisseur. Er lebt in Berlin.

## Leben
Von 1982 bis 1986 besuchte Burrell in New York die School of Performing Arts (auch als die Fame-Schule bekannt). Anschließend studierte er German Studies am Oberlin College in Ohio. Ein Fulbright-Stipendium führte Burrell 1990 an die Hochschule für Schauspielkunst „Ernst Busch“ Berlin. Das Studium schloss er 1994 beim Treffen der deutschsprachigen Schauspielschulen mit einem Ensemblepreis ab.
Noch während seines Studiums wirkte Burrell in Rosa von Praunheims Film Ein Mann namens Pis (1991) über Erwin Piscator mit. Am neuen theater Halle spielte Jeff Burrell von 1994 bis 2000 unter der Intendanz von Peter Sodann.
Seit 2000 lebt und arbeitet er als freier Schauspieler und Sprecher in Berlin.
Burrell arbeitete in internationalen Filmproduktionen unter den Regisseuren  Lars von Trier (Nymphomaniac) und Roman Polański (The Ghost Writer). Der Film Povodyr (The Guide) war 2014 die ukrainische Oscarnominierung. Burrells Partnerin im Film war die Sängerin Jamala, welche im Jahr 2016 den Eurovision Song Contest gewann.
In Deutschland spielte er u. a. in der Verfilmung von Tommy Jauds Roman Resturlaub, Christian Petzolds Phoenix und im ZDF-Film Das Zeugenhaus an der Seite von Iris Berben (Regie: Matti Geschonneck). 2018 spielte Burrell im türkischen Fernsehen in der Serie Börü und in der polnischen Serie Nielegalni (The Illegals) mit.
Für den Film Robin - Watch for Wishes gewann er den Preis als bester Schauspieler beim FSFX Festival.
Darüber hinaus ist er als Synchronsprecher, Dialogregisseur und Dialogbuchautor für englischsprachige Synchronisationen tätig.
Burrell spricht regelmäßig bei Deutsche Welle TV für Trickfilmserien und Werbung sowie Synchron (u. a. MacTapfer in Die Schlümpfe oder Geoff in Michael Hanekes Liebe). Er trat auch als Sprecher mit Orchestern auf, u. a. mit Sir Simon Rattle und den Berliner Philharmonikern in Porgy & Bess.
Zuletzt übernahm Jeff Burrell in der Produktion Lost Highway der Komponistin Olga Neuwirth an der Oper Frankfurt die Rolle des Fred Madison. Regie führte Yuval Sharon.

## Filmografie (Auswahl)
- 1991: Ein Mann namens Pis (Regie: Rosa von Praunheim)
- 1992: Das letzte U-Boot (Regie: Frank Beyer)
- 1996: Tatort – Bei Auftritt Mord (Regie: Hans Werner)
- 2001: Joe and Max (Regie: Steve James)
- 2004: Spy Swap (Regie: Steven Bennett)
- 2005: Auf ewig und einen Tag (Regie: Markus Imboden)
- 2005: Unser Charly – Charly und die Leoparden (Regie: Christoph Klünker)
- 2006: Dresden (Regie: Roland Suso Richter)
- 2006: Die letzten Tage (Regie: Oliver Frohnauer)
- 2007: Blindflug (Regie: Ben von Grafenstein)
- 2007: Das 100 Millionen Dollar Date (Regie: Josh Broecker)
- 2008: Entzauberungen (Regie: Andreas Pieper)
- 2008: Tatort – Tod einer Heuschrecke (Regie: Ralph Bohn)
- 2009: Must Love Death (Regie: Andreas Schaap)
- 2009: Pandorum (Regie: Christian Alvart)
- 2009: American Night (Regie: Julian Rosefeldt)
- 2009: Die Geschichte der Ozeane (Regie: Stefan Schneider)
- 2010: The Final Fax (Regie: Nico Raschik)
- 2010: Der Ghostwriter (The Ghost Writer; Regie: Roman Polański)
- 2010: Die Kinder von Blankenese (Regie: Raymond Ley)
- 2011: Resturlaub (Regie: Gregor Schnitzler)
- 2011: Die verlorene Zeit (Regie: Anna Justice)
- 2011: Muster / Rushes (Art Film für die Documenta 13) (Regie: Clemens von Wedemeyer)
- 2012: Nymphomaniac (Regie: Lars von Trier)
- 2012: Vijay und ich (Regie: Sam Garbarski)
- 2012: The Guide (Regie: Oles Sanin)
- 2012: Delver Glass (Kurzfilm, Regie: Matthias Greving)
- 2013: Jack Strong (Regie: Wladyslaw Pasikowski)
- 2013: Phoenix (Regie: Christian Petzold)
- 2014: Das Zeugenhaus (Regie: Matti Geschonneck)
- 2015: Starfighter – Sie wollten den Himmel erobern (Regie: Miguel Alexandre)
- 2015: Point Break (Regie: Ericson Core)
- 2015: Der Lack ist ab (Web-Serie, Regie: Kai Wiesinger)
- 2015: Le Confesione (Regie: Roberto Andò)
- 2015: A Cure for Wellness (Regie: Gore Verbinski)
- 2016: Zeit für Legenden (Race)
- 2016: Es war einmal in Deutschland… (Regie: Sam Garbarski)
- 2016: Tödliche Geheimnisse (Regie: Sherry Hormann)
- 2016: Berlin Station (Regie: John David Coles)
- 2018: Robin – Watch for Wishes (Regie: Kevin und Tobias Schmutzler)
- 2018: Börü (Regie: Cem Özüduru)
- 2018: Illegals (Regie: Leszek David)
- 2018: Der Staatsanwalt, Abrechnung im Blut (Regie: Ayşe Polat)
- 2019: Curveball (Regie: Johannes Naber)
- 2020: L’Ambassadeur (Regie: Laurent Nègre)
- 2020: Little America (Regie: Dror Zahavi)
- 2021: Blackout (Regie: Lancelot von Naso, Oliver Rhis)

## Synchronregie (englisch)
- 2012: Lotte and the Moonstone Secret (aus dem Estnischen)
- 2012: Victor and the Mystery of Crocodil Mansion (Das Haus der Krokodile)
- 2012: When Santa Fell to Earth (Als der Weihnachtsmann vom Himmel fiel)
- 2014: Twilight over Burma
- 2014: The Journey to the Christmas Star (aus dem Norwegischen)
- 2015: Valley of the Knights (aus dem Norwegischen)
- 2016: Tilda Apfelkern
- 2016: The Rabbit School (Die Häschen Schule - Jagd nach dem Goldenen Ei)
- 2017: Empathy (Videospiel)
- 2017: The Ashlad (aus dem Norwegischen)
- 2018: The Quake ("Skjelvet" aus dem Norwegischen)
- 2019: Under ConTroll